# 劇場版 獸電戰隊強龍者 GABURINCHO OF MUSIC

《劇場版 獸電戰隊強龍者 GABURINCHO OF MUSIC》（日文：劇場版 獣電戦隊キョウリュウジャー ガブリンチョ・オブ・ミュージック）是2013年8月3日東映特攝電視劇《超級戰隊系列》的《獸電戰隊強龍者》的劇場版作品。
與《假面騎士系列》的《假面騎士Wizard》劇場版《劇場版 假面騎士Wizard in Magic Land》同時上映。

## 概要
- 本作的時間點位於《獸電戰隊強龍者》本篇Brave.20-Brave.21之間。
- 本作為日本特攝史上首套音樂劇。
- 本作繼《劇場版 百獸戰隊牙吠連者 怒吼吧，火山》和《劇場版 爆龍戰隊暴連者 DELUXE 暴連者的暑假好冰喔!》後，第三次出現於遠古時代登場的戰力機體。

## 故事
亡領軍團衝進天野美琴的演唱會現場，引起觀眾的恐慌，此時正義的獸電戰隊強龍者們陸續現身，將來鬧場的草履魔等擊退。強龍紅趁亂保護美琴離開戰鬥現場，來到郊外的樹林，本以為可以安心，殊不知有著兇猛戰騎稱號的首領D發現他們，由於對手太強，強龍紅陷入苦戰，其他趕來的人也不敵對方，美琴就這樣被亡領者擄走......

## 登場人物
桐生大吾 / 強龍紅
伊恩・尤克蘭 / 強龍黑
有働伸治 / 強龍藍
立風館總司 / 強龍綠
艾美結月 / 強龍粉紅
空蟬丸 / 強龍金
賢神多林

### 本作登場人物
天野美琴（Meeko）
在大吾環遊世界時，在法國與大吾相識成為朋友、她都以「阿大」稱呼大吾。
於Brave 39再次登場。
獰猛的戰騎『D』 / 亡龍者
百面神關卡奧斯採取恐龍的感情所誕生出的太古戰騎，反派的強龍者，換言之，就是邪惡的深藍色戰士。
個性非常的兇猛好戰，甚至比多科多還要兇暴，為了滿足自己戰鬥的慾望，他不時在外到處破壞和戰鬥，連卡奧斯都對他有些戰慄。對於首領卡奧斯沒有任何的忠誠度。
武器為劍，即使習慣使用魔笛型的迴旋鏢「長笛破壞砲（フルートバスター）」，利用長笛破壞砲吹奏出來的音樂會使獸電龍痛苦，體力和力量也會跟著變弱。必殺技為在長笛破壞砲填裝亡領給亡龍者的獸電池，模仿飛馳棘龍頭部所放出來的高能量彈「魔樂章亡領Finish（魔楽章デーボスフィニッシュ）」，和大吾決戰時用「最終樂章亡領Finish（最終楽章デーボスフィニッシュ）」來稱呼。他專用的機車是「D Racer（Dレーサー）」。平時都是穿著亡龍者的戰鬥服，但是和大吾決戰之時他將面罩脫掉露出了素顏。
於Brave 39再次登場。
恐龍女孩（ディノガールズ）
忠實的服從亡龍者命令的兩位女戰士，外表為人類女孩的樣子。
雷姆雅（レムネア）
身穿白色服裝的女性戰士，口音非常甜美。宿敵強龍者攻擊時，跳起來躲避後再返回來用赤手空拳進行可怕的攻擊，手會放出閃光彈。口頭禪為「要～消滅大家唷」
艾絲（アーシー）
身穿黑色服裝的女性戰士。專用武器為劍，和強龍者以劍一決勝負。口頭禪為「とろけちゃう」

### 劇場版原創戰士
強龍紅 暴咬Armed on（キョウリュウレッド ガブルアームド・オン）
強龍紅利用「暴咬Armed on 暴咬龍獸電池」進行強龍變身獸的型態。兩手裝備暴咬龍獠牙，和裝備恐鱷挖掘機一樣為金色的裝甲鎧。
必殺技是比「暴咬龍岩烈拳」還要快速，以超高速連續的攻擊的「GABUGABU·暴咬龍岩烈拳」。

## 獸電池
| 本作劇場版登場獸電池一覽 | 本作劇場版登場獸電池一覽          | 本作劇場版登場獸電池一覽 | 本作劇場版登場獸電池一覽 | 本作劇場版登場獸電池一覽 | 本作劇場版登場獸電池一覽                                                 |
| No.（編號）              | 獸電池名                          | 種類                     | 能力                     | 能力                     | 能力                                                                     |
| No.（編號）              | 獸電池名                          | 種類                     | 變身                     | 召喚                     | 備註                                                                     |
| ------------------------ | --------------------------------- | ------------------------ | ------------------------ | ------------------------ | ------------------------------------------------------------------------ |
| 00                       | 飛棘龍 (TOBASPINO)                | 棘龍屬                   |                          | 飛棘龍                   | 最初本體為黑色的「亡領軍Ver.」，後來再天野美琴和強龍者祈禱的歌聲下淨化。 |
| D                        | 亡龍者                            |                          | 亡龍者                   |                          | 簫笛終結砲填裝後，必殺技為「魔楽章亡領軍Finish」。                       |
| W                        | 暴咬龍 暴咬龍 (GABUTYRA GABUTYRA) | 暴龍屬                   | 強龍紅 暴武裝王          |                          | 暴咬龍的獸電池再天野美琴歌聲的力量下恢復了所有力量。                     |

## 獸電龍・獸電合體機神
幻之獸電龍飛馳棘龍
- 全長：77.6m / 全高：57.2m（戰鬥模式）、49.5m（通常時）/ 全幅：34.1m / 重量：2500t / 最高走行速度：350km/h / 出力：920萬馬力

多林最初製造的獸電龍、棘背龍進化而來，為編號00的獸電龍。戰鬥模式時，背上迴旋鏢狀的鰭會社出高能量來進行攻擊，於本篇Brave.39、Brave.41-Brave.42再度登場。
在強大力量的背後，因為很難控制強大力量，處於隨時都會暴走的危險情況，也因為這種不安定的狀況，卡奧斯命亡龍者『D』演奏邪惡的音樂來支配飛馳棘龍。亡領軍強制利用天野美琴的能量染黑飛馳棘龍的獸電池，並讓亡龍者強制讓飛馳棘龍復活，讓飛馳棘龍變得兇暴，並被來來當作毀滅性的兵器。但是在強龍者的努力下，以及超古代女巫的歌聲下，成功擊退了綑在飛馳棘龍身上的呪縛。
棘大王
- 全高：51.2m（頭頂部最高點量起）、55.1m（右肩最高的部分） / 全幅：64.7m / 胸厚：22.5m / 重量：4300t / 最高速度：400km/h / 最高出力：160萬馬力

以飛馳棘龍為中心，並讓甲鎚龍和錘頭龍強制咬住合體後，所誕生出來的邪惡獸電合體機神，於本篇Brave.39、Brave.41再度登場。
邪惡型態跟正義型態的駕駛室不同。
右腕裝備甲鎚龍鐵錘、左腕裝備錘頭龍流星錘；而且右手是棘龍迴旋鏢、左手是棘龍迴亡劍。
必殺技有兩個，在亡龍者邪惡的支配下，由右肩飛馳棘龍的頭所放出來的「超破滅光彈」、喚回正義之心後必殺技是利用全身的高速迴轉，利用右腕的甲鎚龍鐵錘及左腕的錘頭龍流星錘連續扣打攻擊的「棘大王・Brave Finish」。
最終在天野美琴和強龍者正義的歌聲下，喚回了正義之心，而強制咬住合體的甲鎚龍和錘頭龍也喚回了正義之心。

## 演員
- 桐生大吾 / 強龍紅（聲） - 龍星涼（台灣配音：孟慶府）
- 伊恩・尤克蘭 / 強龍黑（聲） - 齊藤秀翼（台灣配音：江志倫）
- 有働伸治 / 強龍藍（聲） - 金城大和（台灣配音：胡鎮璽）
- 立風館總司 / 強龍綠（聲） - 塩野瑛久（台灣配音：宋昱璁）
- 艾美結月 / 強龍粉紅（聲） - 今野鮎莉（台灣配音：曾允凡）
- 空蟬丸 / 強龍金（聲） - 丸山敦史（台灣配音：陳彥鈞）
- 天野美琴（Meeko） - 中村静香（台灣配音：連思宇）
- 雷姆雅 - 桃瀨美咲（台灣配音：曾允凡）
- 艾絲 - 佃井皆美（日语：佃井皆美）（台灣配音：連思宇）

### 配音演出
- 賢神多林 - 森川智之（台灣配音：宋昱璁）
- 百面神官卡奧斯 - 菅生隆之（台灣配音：胡鎮璽）
- 喜之戰騎嘉黎拉 - 戶松遙
- 怒之戰騎多柯多 - 鶴岡聰（台灣配音：孟慶府）
- 哀之戰騎獃賈隆 - 水島裕（台灣配音：陳彥鈞）
- 樂之密探拉丘洛 - 折笠愛
- 獰猛的戰騎D / 亡龍者 - 宮野真守（台灣配音：陳彥鈞）

### ED特別出演
- J聯盟
  - FC東京：德永悠平、森重真人、平山相太、東京Dronpa
  - 鹿島鹿角：しかお
  - 柏雷素爾：レイくん
  - 橫濱水手：マリノスケ
  - 湘南比馬：キングベルI世
  - 仙台維加泰：ベガッ太
  - 大阪櫻花：ノブレ・バリエンテ・アッチェ・ロビート・デ・セレッソ
- 假面騎士Wizard（友情客串）
  - 操真晴人 / 假面騎士Wizard：白石隼也
  - 仁藤攻介 / 假面騎士Beast：永瀬匡
  - 曆：奥仲麻琴
  - 大門凜子：高山侑子
  - 奈良瞬平：戶塚純貴

## 工作人員
- 原作 - 八手三郎
- 製作人 - 佐佐木基（日语：佐々木基）（tv asahi）、大森敬仁（日语：大森敬仁）（東映）、矢田晃一、深田明宏（東映機構（日语：東映エージエンシー））
- 腳本 - 三条陸
- 音樂 - 佐橋俊彦
- 撮影 - 松村文雄（日语：松村文雄）
- 照明 - 堀直之
- 美術 - 大谷和正（日语：大谷和正）
- 錄音 - 傳田直樹
- 編輯 - 大畑英亮
- 整音 - 深井康之
- 副導 - 伊藤良一（日语：伊藤良一）
- 編劇- 關根秀子
- 制作指導 - 石切山義貴
- 人物設計 - K-SuKe（日语：K-SuKe）
- 舞蹈指導 - 村上友里恵
- ED舞蹈編舞 - パパイヤ鈴木（日语：パパイヤ鈴木）
- MeeKo舞蹈編舞 - Q-TARO（電撃チョモランマ隊）
- 服裝設計・制作 - 川上登、YOU-KO
- 特撮研究所（日语：特撮研究所）
  - 撮影 - すずきけいぞう
  - 撮影助手 - 岡本純平、内田圭
  - 照明 - 安藤和也
  - 照明助手 - 関澤陽介
  - 美術 - 松浦芳
  - 美術助手 - 長谷川俊介、花谷充泰
  - 操演 - 中山亨
  - 操演助手 - 和田宏之、黒田政紀
  - 副導 - 小串遼太郎
  - 縮圖制作 - ミューロン
  - 機車造型 - 樹樹工房
  - 制作指導 - 三松貴
  - 協力 - エースステージ
- 助理製作人 - 沖拓史、久慈麗人
- 製片 - 道木広志、青柳夕子
- 動作指導 - 福澤博文（日语：福沢博文）（RED ENTERTAINMENT DELIVER CORPORATION（日语：レッド・エンタテインメント・デリヴァー））
- 特撮監督 - 佛田洋（日语：佛田洋）
- 導演 - 坂本浩一
- 配給 - 東映
- 制作 - 劇場版「Wizard・強龍者」製作委員会（東映、tv asahi、東映動畫、東映映像所（日语：東映ビデオ）、ADK、東映機構、萬代）

## 音樂
主題歌
「GABURINCHO OF MUSIC!」
作詞・作曲：高取秀明 / 編曲：籠島裕昌 / 歌：高取秀明、鎌田章吾&強龍者
挿入歌
「VAMOLA! キョウリュウジャー(Samba Mix)」（VAMOLA! 強龍者(Samba Mix)）
作詞：藤林聖子 / 作曲：持田裕輔 / 編曲：山下康介 / 歌:鎌田章吾
「Dino Soul」
作詞：三条陸 / 作曲・編曲：坂部剛 / 歌：Meeko(CV:中村静香)
「カミツキ・ブレイブ」（Bite Brave）
作詞：只野菜摘 / 作曲：羽岡佳 / 編曲：佐藤清喜 / 歌：伊勢大貴
「戦慄と旋律~Dのテーマ~」（戰慄與旋律~D的主題曲~）
作詞：只野菜摘 / 作曲・編曲：坂部剛 / 歌:Kimeru
「ココロの隙間ワールド」（心間隙中的世界）
作詞：只野菜摘 / 作曲・編曲：坂部剛 / 歌:キャンデリラ、アイガロン、ラッキューロ(CV：戸松遥、水島裕、折笠愛)
「Dino Soul(古代ver.)」
作詞：三条陸 / 作曲・編曲：坂部剛 / 歌：天野美琴(CV：中村静香)

## 外部連結
- 官方網站（日語）